# Ascensión Carbajal
Ascensión Carbajal fue un político y hacendado peruano de la provincia de La Convención dedicado a la producción de alcoholes. Tanto durante como luego de su función de diputado formó un frente junto con otros hacendados cusqueños buscando la protección estatal a la producción alcoholera en ese departamento frente a los licores costeños que se producían en los departamentos de Ica y Lambayeque.
Fue elegido diputado por la provincia de Calca en 1901 hasta 1906 durante los gobiernos de Eduardo López de Romaña, Manuel Candamo, Serapio Calderón y José Pardo y Barreda en la República Aristocrática. Fue reelecto en 1907 y en 1913.